# Esqui aquático nos Jogos Pan-Americanos de 2015 - Rampa masculino
A competição da rampa masculino foi um dos eventos do esqui aquático nos Jogos Pan-Americanos de 2015, em Toronto. Foi disputada no canal oeste do Lago Ontário entre os dias 21 e 23 de julho.

## Calendário
Horário local (UTC-4).
| Data        | Horário | Fase         |
| ----------- | ------- | ------------ |
| 21 de julho | 10:00   | Preliminares |
| 23 de julho | 13:40   | Finais       |

## Medalhistas
| Ouro   | CAN Ryan Dodd       |
| Prata  | CHI Rodrigo Miranda |
| Bronze | CHI Felipe Miranda  |

## Resultados

### Preliminares
Os oito melhores atletas se classificaram para a final.
| Colocação | Atleta          | Nacionalidade | Resultados | Notas |
| --------- | --------------- | ------------- | ---------- | ----- |
| 1         | Ryan Dodd       | CAN Canadá    | 66.8       | Q     |
| 2         | Rodrigo Miranda | CHI Chile     | 62.6       | Q     |
| 3         | Felipe Miranda  | CHI Chile     | 60.3       | Q     |
| 4         | Jaret Llewellyn | CAN Canadá    | 59.3       | Q     |
| 5         | Javier Julio    | ARG Argentina | 56.4       | Q     |
| 6         | Sandro Ambrosi  | MEX México    | 53.9       | Q     |
| 7         | Santiago Correa | COL Colômbia  | 52.0       | Q     |
| 8         | Mateo Botero    | COL Colômbia  | 49.0       | Q     |
| 9         | Mario Mustafa   | PER Peru      | 43.8       |       |

### Finais
| Colocação         | Atleta          | Nacionalidade | Resultados | Notas |
| ----------------- | --------------- | ------------- | ---------- | ----- |
| Medalha de ouro   | Ryan Dodd       | CAN Canadá    | 64.8       |       |
| Medalha de prata  | Rodrigo Miranda | CHI Chile     | 62.1       |       |
| Medalha de bronze | Felipe Miranda  | CHI Chile     | 59.9       |       |
| 4                 | Jaret Llewellyn | CAN Canadá    | 59.9       |       |
| 5                 | Sandro Ambrosi  | MEX México    | 51.5       |       |
| 6                 | Mateo Botero    | COL Colômbia  | 49.3       |       |
| 7                 | Santiago Correa | COL Colômbia  | 47.1       |       |
| 8                 | Javier Julio    | ARG Argentina | DNS        |       |